# Volkswagen Typ 2

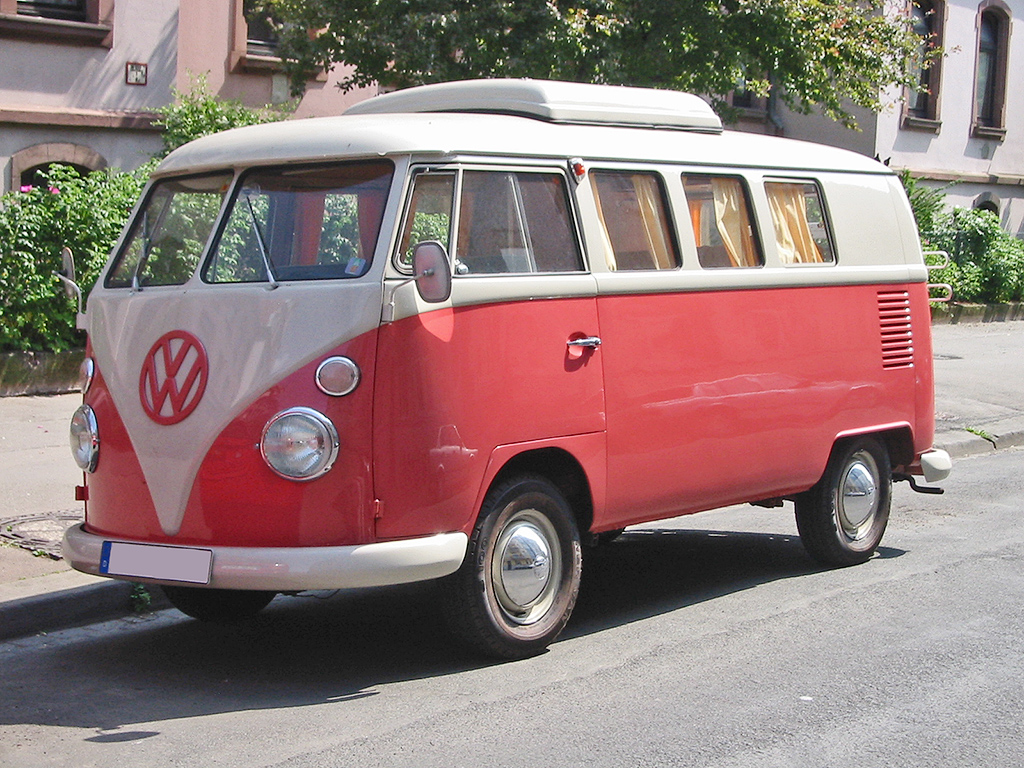
VW-buss generation T1.

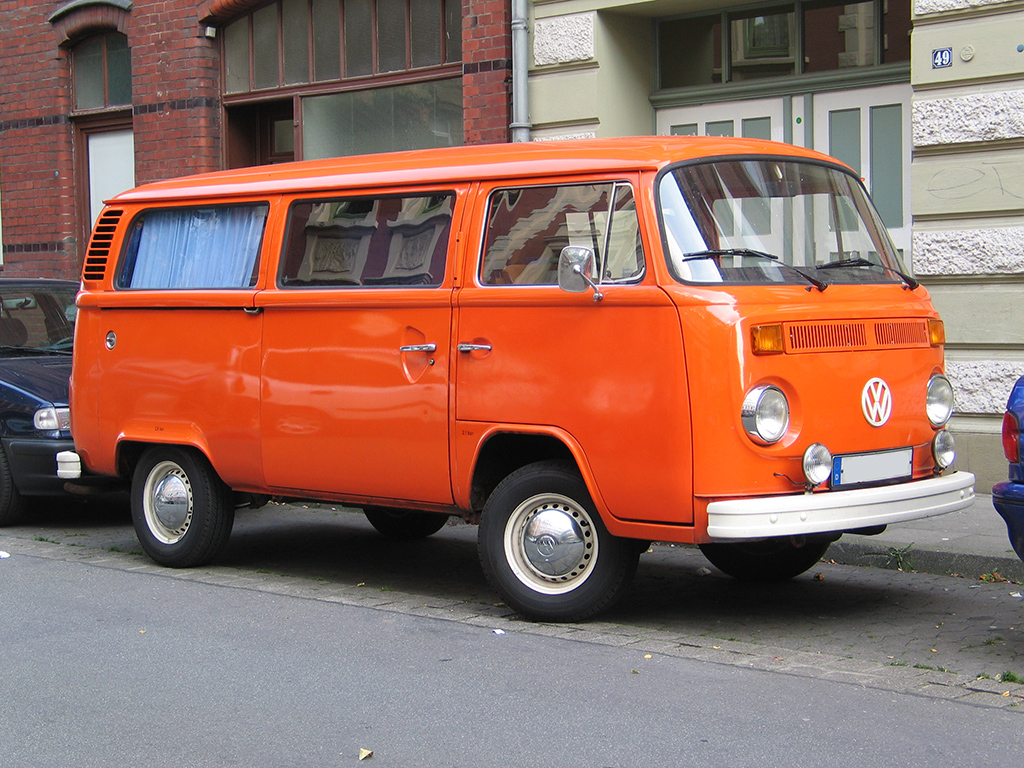
VW-buss generation T2.

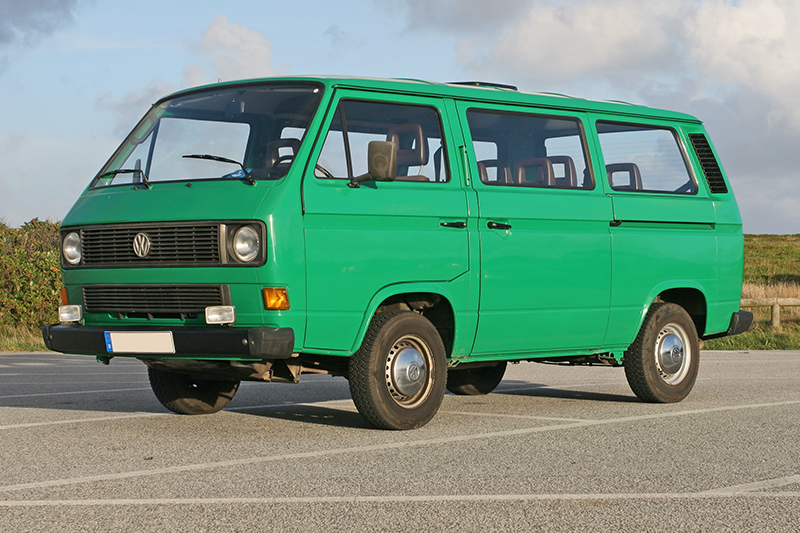
VW-buss generation T3.

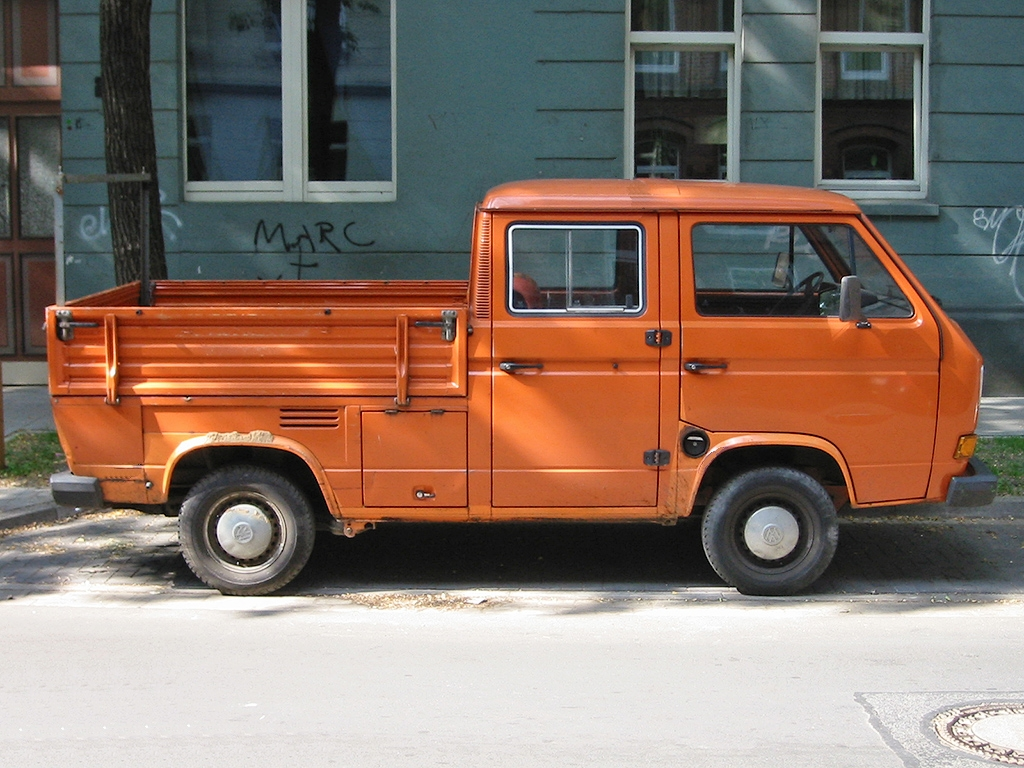
Dubbelhyttversion av generation T3.

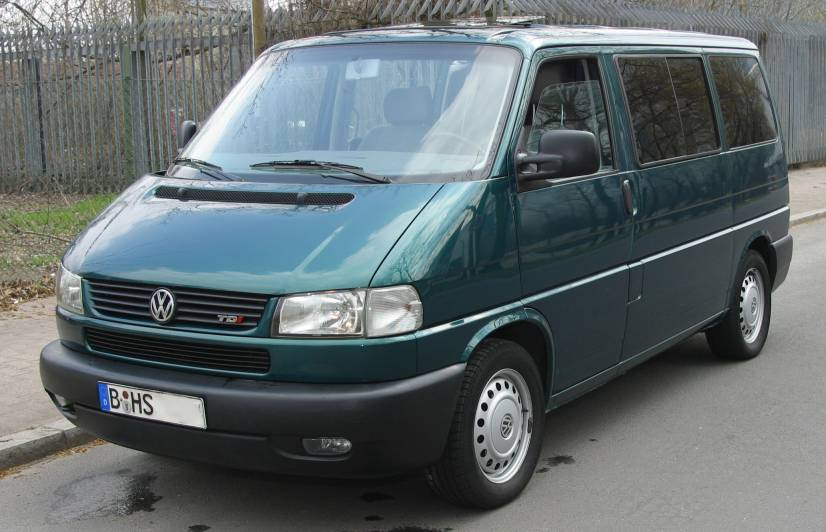
VW generation T4 Multivan

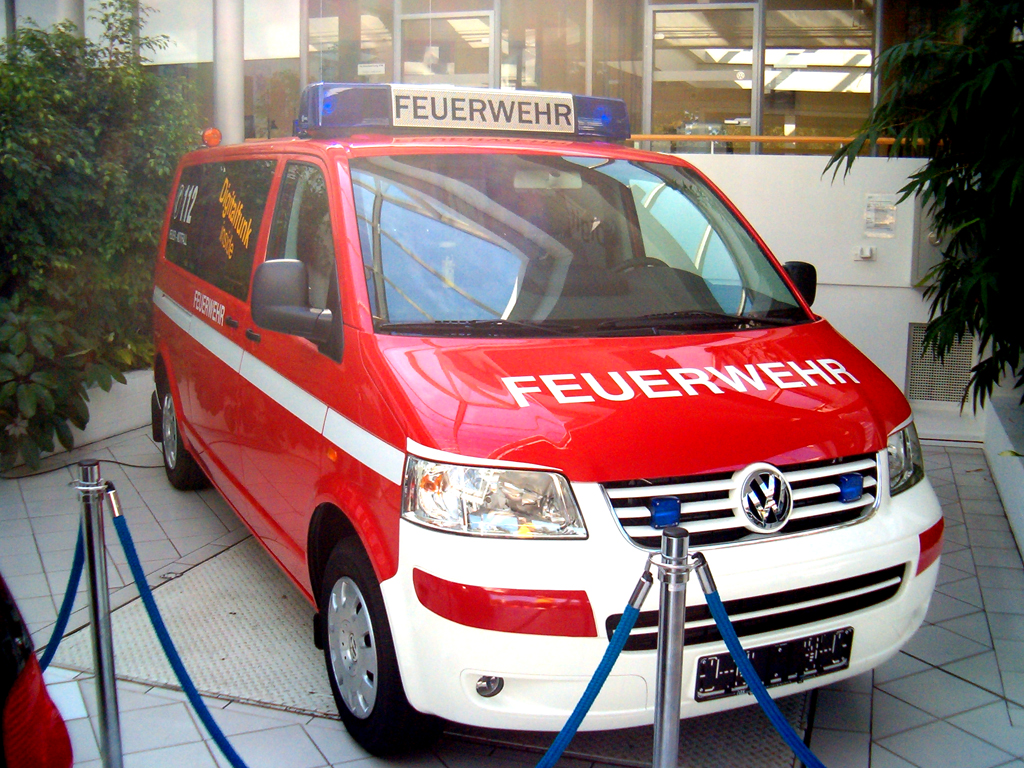
VW generation T5 som brandbil.

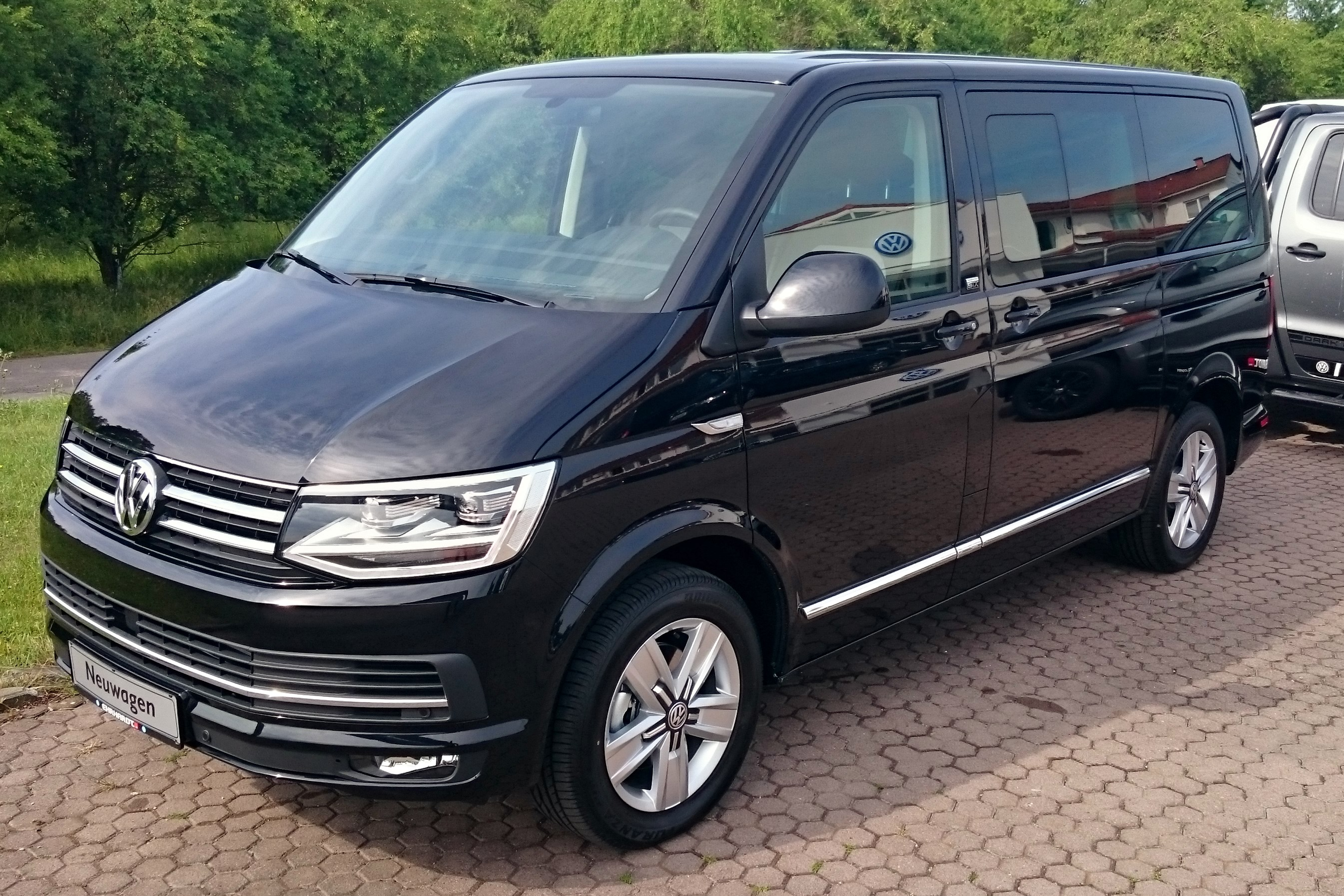
VW-buss generation T6.

Volkswagen Typ 2, Transporter, är en bilmodell från Volkswagen (Volkswagen Nyttofordon). Den visades upp första gången november 1949 och redan den 8 mars 1950 lämnade den första Transportern produktionsbandet i Wolfsburg.
Transporter fick snart sitt namn VW-buss och i Sverige kallas den ofta för Folkvagnsbuss eller Folkabussen, det första exemplaret i Sverige levererades den 4 oktober 1950 till Hyllinge utanför Helsingborg.

## Historik
Ben Pon Sr.(en) (1904-1968) var en holländsk affärsman som ville bli generalagent för VW Typ 1 (Bubblan) i Holland. Han besökte produktionen i Wolfsburg 1946 och såg där enkla transportfordon sammansatta av olika delar från Typ 1. Dessa kallades internt för Plattenwagen och såg ut som en svensk flakmoped. Pon insåg där och då att man skulle kunnat bygga ett mycket bättre transportfordon baserat på komponenterna från VW Typ 1.
Pon fick 1947 generalagenturen för Holland och blev därmed den första att sälja VW Typ 1 utanför Tyskland, men han hade inte släppt  tanken på ett transportfordon baserat på VW Typ 1. Han återvände till Wolfsburg med en skiss som än idag finns bevarad och är daterad den 23 april 1947. På denna skiss ritade Pon den första konceptskissen och skrev ner några grundprinciper till vad som skulle bli Folkabussen, VW Typ 2.
1947 fanns det inte produktionsutrymme för ytterligare en modell, men 1948 tog man på endast tre månader fram en första prototyp som intern kallades Typ 29.
Det visade sig dock att tanken på att använda bottenplattan från VW Typ 1 inte funkade då denna var för vek, så man fick ta fram en helt ny kaross. När man testade de första prototyperna i vindtunneln på universitetet i Braunschweig, visade sig att luftmotståndet var alltför högt, men med universitetets hjälp reducerades vindmotståndet från 0,75 till acceptabla 0,48 bland annat med hjälp av vindrutorna och den V-formade fronten och 1949 godkändes prototypen för produktion vid Volkswagens fabrik i Wolfsburg.
1954 började det bli svårt att producera fler fordon i fabriken i Wolfsburg och VW behövde en ny fabrik där de kunde producera VW-bussar. Redan 1955 rullade den första bussen ut ur VW nya fabrik i Hannover och ett år senare avslutades produktionen av bussar i Wolfsburg. VW-bussar har även producerats i Brasilien, Argentina, Mexico och Australien. Produktionen i Brasilien inleddes redan 1969 och där fortsatte man sedan att producera den klassiska T2-generationen av VW-bussen, trots att denna i Tyskland, Österrike och Sydafrika 1979 ersattes av en ny generation (T3) av VW-bussen. Viss utveckling skedde dock även på de klassiska Brasilientillverkade bussarna, till exempel fick de vattenkylda motorer. 
Den 20 december 2013 producerades dock det allra sista exemplaret av den klassiska VW-bussen (T2). Detta Brasilientillverkade exemplar finns numera att beskåda på VW-museet i Hannover i Tyskland.

## Modeller av Typ 2
Volkswagen Typ 2 fanns i olika utföranden.1950 fanns enbart skåpvagn och kombi att välja, men redan 1951 lanserades Kleinbus, vilken var som kombimodellen, fast med en finare och bekvämare inredning tillämpad mer för persontransport. 1951 kom även lyxbussen, en mycket lyxigare variant än de andra, med fler sidofönster, hel instrumentbräda med radio som tillval, aluminiumlister, och till på köpet även åtta stycken takfönster längs sidorna och ett stort soltak. Från och med 1952 fanns även en modell med flak att välja - pickup, vilken har kommit att tjäna många byggarbetare. I efterhand har det tillkommit många fler modeller, såsom en pickup med dubbel hytt, bussar med förhöjt tak och redan tidigt under produktionen kunde företaget Westfalia Werke erbjuda en camping-konverterad buss.

## Årsmodeller (generationer)
- Första Transporter-generationen: T1 Transporter/Kombi/Bus/"Split Window".
Årsmodeller 1950-1967. 1949, november. 1:a visning. T.o.m 12/1953 Motor 1131 cm³, 18 kW (25 hk), 3 300 v/min, vridmoment 67 Nm vid 2 000 v/min. F.r om 1/1954 Motor 1192 cm³,      (30 hk), 3 400 v/min, Ca 1 800 000 av den första generationen tillverkades.
- Andra Transporter-generationen: T2 Transporter/Kombi/Bus/"Bay Window".  Årsmodeller 1968-1979 (-2013 i Brasilien).
1967, augusti. Helt ny kaross, hel vindruta, bland annat ny bakaxel, större motor och mer komfort. Motor 1 584 cm³. 22 kW (47 hk), 4 000 v/min, vridmoment 103 Nm vid 2 800 v/min.
- Tredje Transporter-generationen: T3 Transporter/Kombi/Bus. Årsmodeller 1980-1992. Även denna har svansmotor och bakhjulsdrift. Fanns även med Syncro (4-hjulsdrift). Vid lanseringen fanns dels två motoralternativ; dels den med 50 hk som ärvt från föregående generation och dels en ny motor med 70 hk. 1982 ersattes de gamla luftkylda motorerna med en vattenkyld 1,9 litersmotor på 60 resp. 78 hk. Ett par år senare, (till Sverige hösten 1985), lanserades en uppdaterad variant på 2,1 liter och 112 hk. med elektronisk bränsleinsprutning[7].
- Fjärde Transporter-generationen: T4 Transporter/Caravelle. Årsmodeller 1991-2003. Motor fram och framhjulsdrift eller Syncro. (4-hjulsdrift)
- Femte Transporter-generationen: Typ 2 T5 Tansporter/Multivan. Årsmodeller 2003-2015
- Sjätte Transporter-generationen: Typ 2 T6 Tansporter/Multivan. Årsmodeller 2015-
- Källa: [8]

## Motorer

### T4
| Modell        | Motortyp                      | Slagvolym | Max effekt vid varv/min | Max vridmoment vid varv/min | Motorkod           | Årsmodell |
| ------------- | ----------------------------- | --------- | ----------------------- | --------------------------- | ------------------ | --------- |
| Bensinmotorer |                               |           |                         |                             |                    |           |
| 1.8           | 4-cylindrig radmotor SOHC 8V  | 1.781 cm³ | 49 kW (67 hk) / 4.000   | 140 Nm / 2.200              | PD                 | 1990-1992 |
| 2.0           | 4-cylindrig radmotor SOHC 8V  | 1.968 cm³ | 62 kW (84 hk) / 4.300   | 159 Nm / 2.200              | AAC                | 1990-2003 |
| 2.5           | 5-cylindrig radmotor SOHC 10V | 2.461 cm³ | 81 kW (110 hk) / 4.500  | 190 Nm / 2.200              | AAF; ACU           | 1991-1997 |
| 2.5           | 5-cylindrig radmotor SOHC 10V | 2.461 cm³ | 85 kW (116 hk) / 4.500  | 200 Nm / 2.200              | AET; APL; AVT      | 1997-2003 |
| 2.8           | VR6-motor SOHC 12V            | 2.792 cm³ | 103 kW (140 hk) / 4.500 | 240 Nm / 3.000              | AES                | 1996-2000 |
| 2.8           | VR6-motor DOHC 24V            | 2.792 cm³ | 150 kW (204 hk) / 6.200 | 245 Nm / 2.500              | AMV                | 2000-2003 |
| Dieselmotorer |                               |           |                         |                             |                    |           |
| 1.9 D         | 4-cylindrig radmotor SOHC 8V  | 1.896 cm³ | 45 kW (61 hk) / 3.700   | 127 Nm / 1.700              | 1X                 | 1990-1995 |
| 1.9 TD        | 4-cylindrig radmotor SOHC 8V  | 1.896 cm³ | 50 kW (68 hk) / 3.700   | 140 Nm / 2.000              | ABL                | 1993-2003 |
| 2.4 D         | 5-cylindrig radmotor SOHC 10V | 2.370 cm³ | 55 kW (75 hk) / 3.700   | 160 Nm / 1.900              | AJA                | 1997-2003 |
| 2.4 D         | 5-cylindrig radmotor SOHC 10V | 2.370 cm³ | 57 kW (77 hk) / 3.700   | 164 Nm / 1.800              | AAB                | 1990-1998 |
| 2.5 TDI       | 5-cylindrig radmotor SOHC 10V | 2.461 cm³ | 65 kW (88 hk) / 3.500   | 195 Nm / 2.200              | AJT; AYY           | 1998-2003 |
| 2.5 TDI       | 5-cylindrig radmotor SOHC 10V | 2.461 cm³ | 75 kW (102 hk) / 3.500  | 250 Nm / 1.900              | ACV; AUF; AYC; AXL | 1995-2003 |
| 2.5 TDI       | 5-cylindrig radmotor SOHC 10V | 2.461 cm³ | 111 kW (151 hk) / 4.000 | 295 Nm / 1.900              | AHY, AXG           | 1998-2003 |